# نهر روته

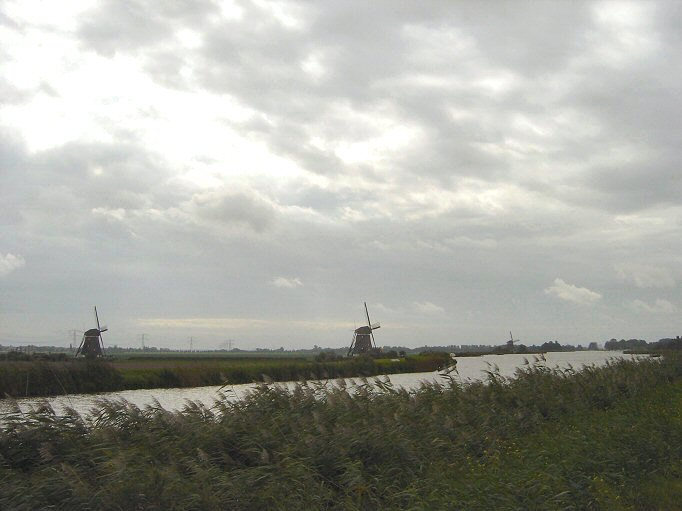
نهر روته في Bleiswijk

روته هو نهر في دلتا الراين- الميز بهولندا.

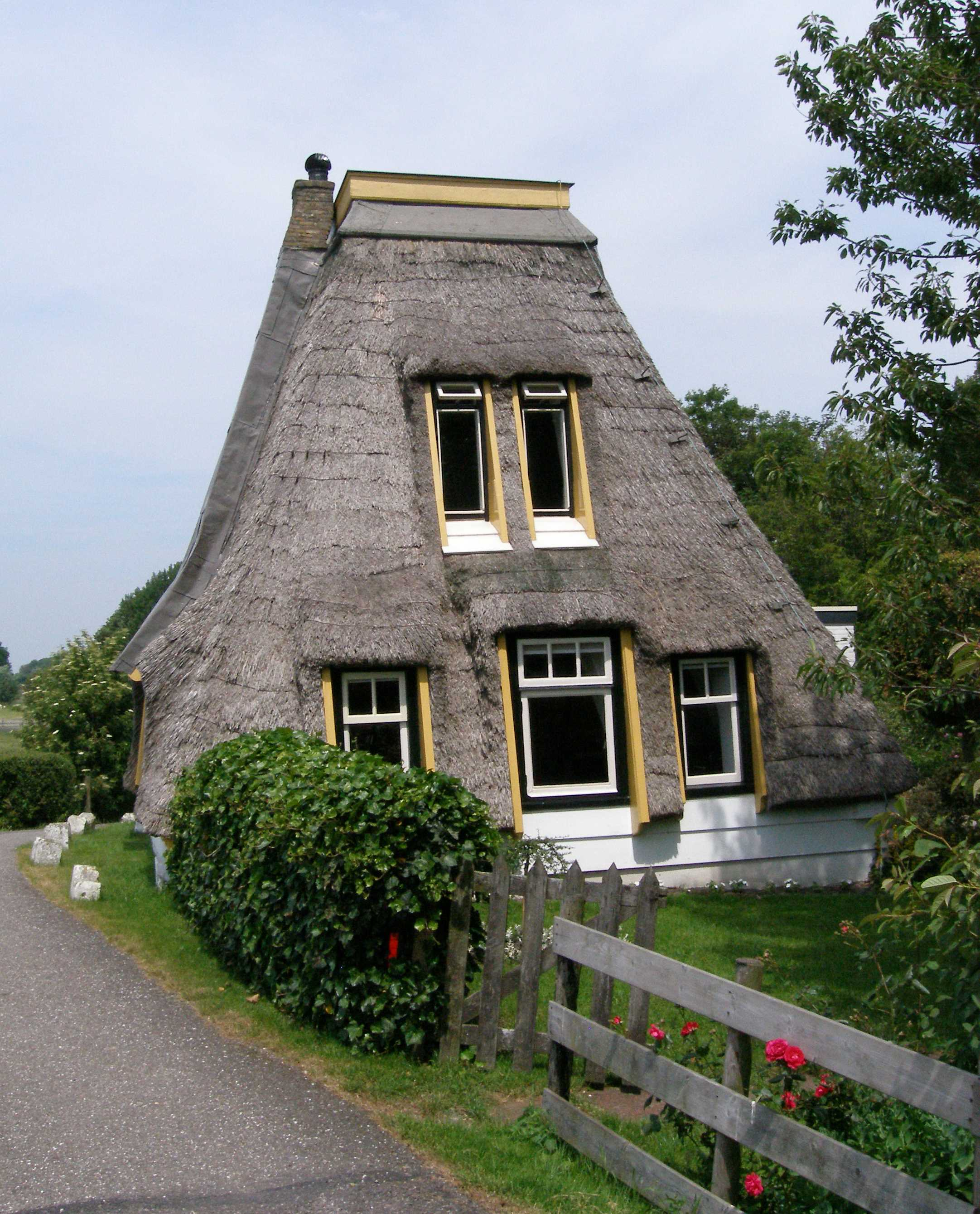
طاحونة الهواء السابقة "De Oorsprong" عند منبع روته
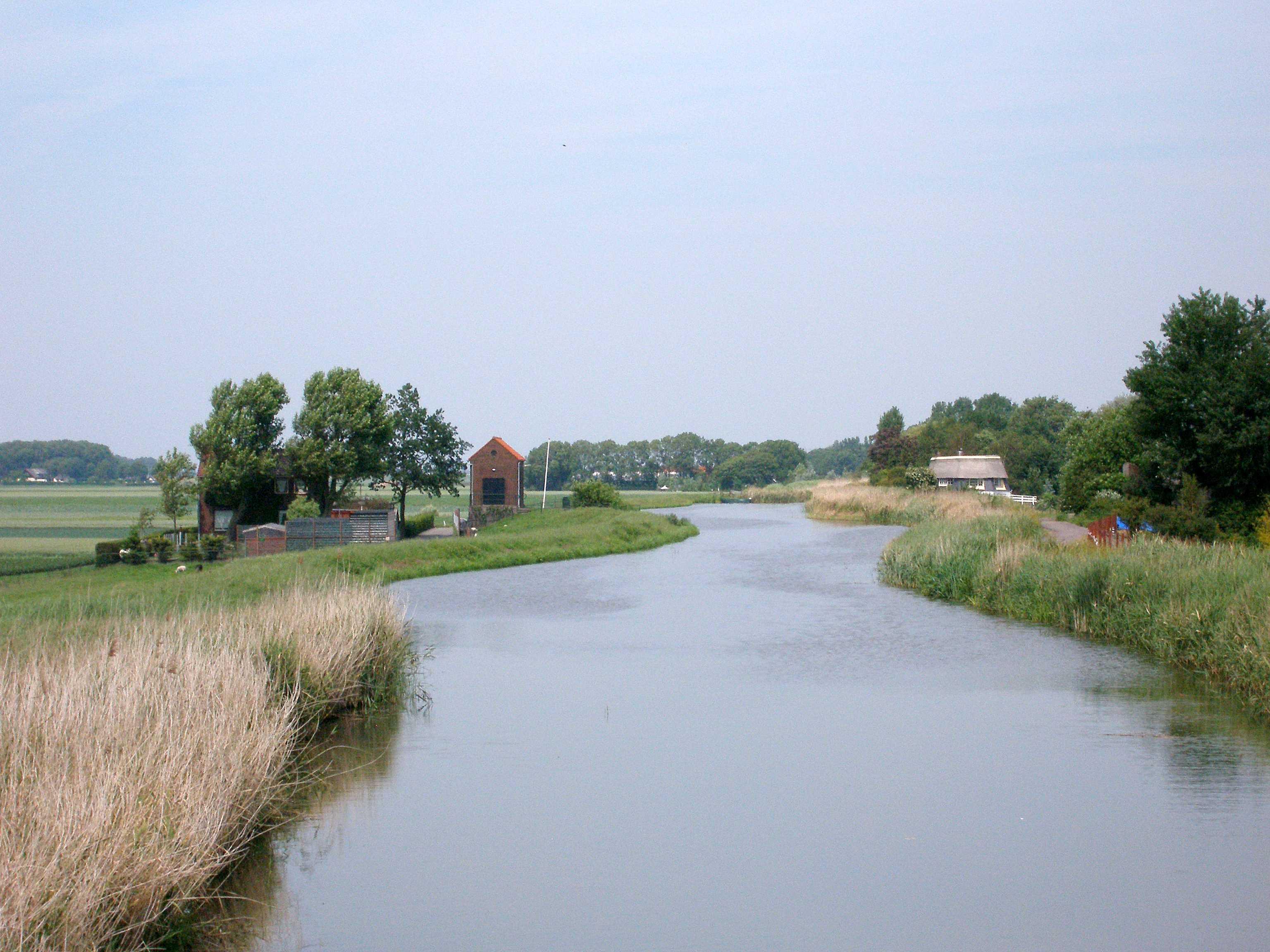
أول أمتار لروته من منظور الطاحونة
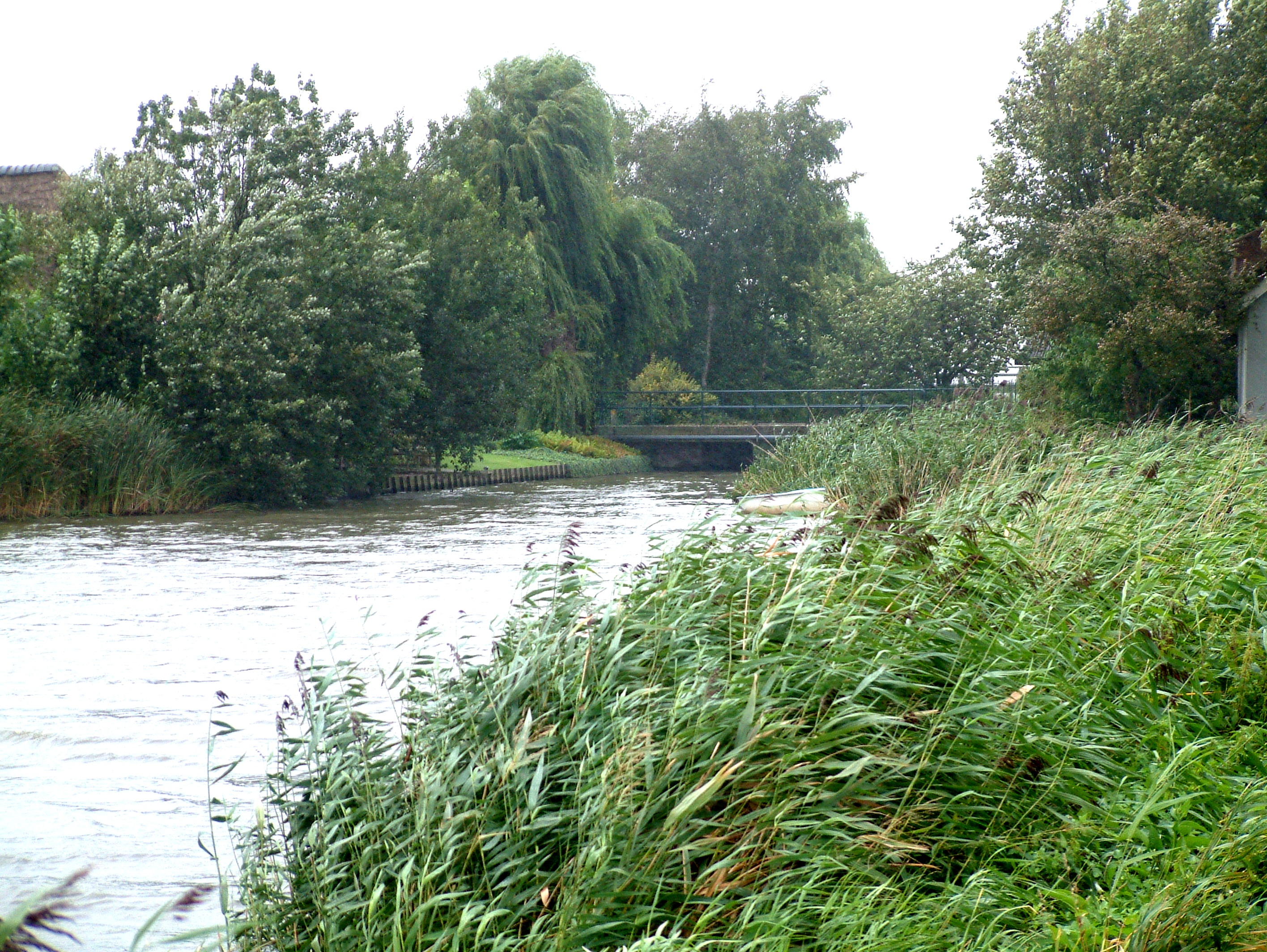
روته بالقرب من Hollevoeterbrug
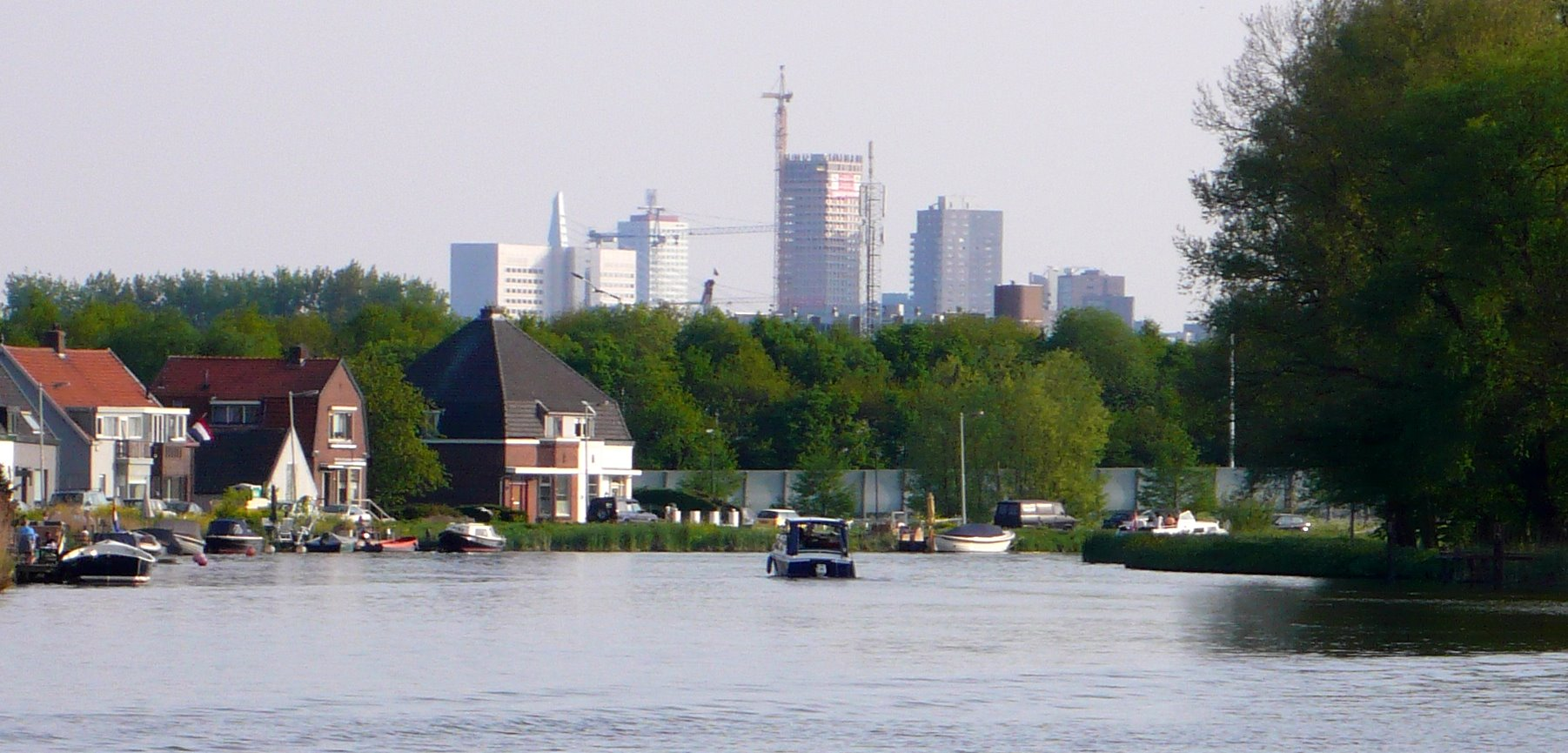
روته بالقرب من روتردام